# Цзинь ши
Цзинь ши (кит. упр. 金史, пиньинь Jīn Shǐ) — официальная история чжурчжэньского государства Цзинь, существовавшего в 1115—1234 годах в северной части современного Китая.

## Структура
В летописи — четыре традиционных раздела:
- «Бэньцзи» («основные записки»), 19 цзюаней — изложение событий, имевших место при отдельных императорах
- «Чжи» («трактаты»), 39 цзюаней — описания обрядов и обычаев, состояния администрации, военного дела, экономики и торговли, географии, календаря, наук и искусств
- «Бяо» («таблицы»), 4 цзюани — хронологические и генеалогические таблицы
- «Лечжуань» («жизнеописания знаменитых»), 73 цзюани — биографии императриц и наиболее крупных сановников

## История создания
Хотя вопрос о создании истории династии Цзинь возник сразу же после падения цзиньской столицы Кайфэна и захвата монголами государственных архивов, она вышла в свет лишь с пятой попытки, в 1344 году. Руководил работой по составлению историй династий Сун, Цзинь и Ляо монгол Тогто, конкретно историей династии Цзинь занимался крупный исследователь и писатель Оуян Сюань, который организовал учёный комитет и поиск источников.

## Маньчжурская версия
В целях преодоления античжурчжэньских тенденций в тексте маньчжуры создали в 1636 году специальную комиссию, которая на базе истинных записей императоров создала свой вариант под названием «Айсин гурун исудири» («История государства Цзинь»), вышедший в свет в 1647 году.

## Русские переводы
Ещё в XIX веке Г. М. Розов (1808—1853) перевел на русский язык маньчжурскую версию «Цзинь ши». Полностью этот труд был опубликован лишь в 1998 г., как «История золотой империи». Как отмечал немецкий синолог Герберт Франке, который занялся историей этой династии в 1970-х годах, существование этого перевода стало для него приятным сюрпризом.